# 이탈로 스베보
이탈로 스베보(Italo Svevo, 1861년 ~ 1928년)는 이탈리아의 소설가이다. 본명은 에토레 시미츠(Ettore Schmitz)이다.
국경의 항구 도시 트리에스테에서 유대계(系) 집안에서 태어났다. 소년 시절에는 오스트리아에 있는 학교에서 기숙사 생활을 하였다. 이 동안 전통적인 이탈리아 작가들보다는 오히려 외국 근대 작가들에 친근감을 가졌던 결과 특이한 문체를 형성하는 데 도움이 되었다. 청년 시절에는 은행원이 되었고 결혼 후에는 공장을 경영하여 재계에 그 이름이 알려졌다. 그러나 문학에의 정열은 버릴 수 없어 <어떤 일생(一生)>(1892), <노년>(1898) 등을 저술하였다.
제임스 조이스나 마르셀 프루스트에 앞서 내적 독백을 내용으로 하는 심리 소설을 썼다는 것은 중대한 의미를 갖는 것이다. 그즈음 트리에스테에 살던 제임스 조이스는 스베보의 영어 가정교사가 되고 그 후로 두 사람 사이는 친교가 두터웠다. 장편 <제노의 의식>(1923)은 제임스 조이스 등에 의해 프랑스에 소개되어 세계 문학상 걸작 중의 하나로서 오늘날까지도 알려져 있다.